# 拉巴施馬爾杜克
拉巴施·馬爾杜克（阿卡德语：𒆷𒁀𒅆𒀭𒀫𒌓），是新巴比倫王國的第五任君主，在位年期為前556年。
拉巴施馬爾杜克是前任君主涅里格利沙爾之子，幼年繼位，在位不足一年（3月）便被殺害，那波尼德接任為王。